# Diklo
Diklo je obalno naselje, ki upravno pripada mestu Zadar.
Diklo, ki je bilo do leta 1980 samostojno naselje, je eno od enaindvajsetih mestnih odborov mesta Zadar. Naselje leži med Zadrom in Petrčani ter je od mestnega središča oddaljeno okoli 5 km. 

## Zgodovina
Naselje se prvič omenja leta 918 v oporoki zadrskega priorja Andrije. Do Dikla se je razprostiralo antično in srednjeveški teritorij Zadra. V naselju stojijo tri srednjeveške cerkvice: sv. Martina iz 12. stol., sv. Petra iz 13. stol. in sv. Bartola z zvonikom zgrajenim kot masivni obrambni stolp. 